# Großer Preis von Brasilien 2003
Der Große Preis von Brasilien 2003 (offiziell XXXII Grande Prêmio do Brasil) fand am 6. April auf dem Autodromo José Carlos Pace in São Paulo statt und war das dritte Rennen der Formel-1-Weltmeisterschaft 2003.

## Berichte

### Hintergrund
Nach dem Großen Preis von Malaysia führte Kimi Räikkönen in der Fahrerwertung mit sechs Punkten vor David Coulthard und mit acht Punkten vor Juan Pablo Montoya. In der Konstrukteurswertung führte McLaren-Mercedes mit zehn Punkten vor Ferrari und Renault.
Zwei Wochen vor dem Grand Prix kündigte die FIA an, dass Fahrern keine Ausnahmegenehmigung mehr für die Teilnahme an Formel-1-Rennen ohne das Tragen eines HANS-Geräts gewährt werde. Darin heißt es, dass jeder Teilnehmer, der aus medizinischen Gründen kein HANS-Gerät tragen darf, bei künftigen Veranstaltungen vom Fahren ausgeschlossen wird. Diese Haltung wurde auf einer Sitzung des FIA World Motor Sport Council am 2. April in Paris bestätigt. Minardi-Fahrer Justin Wilson wurde vom medizinischen Delegierten der FIA, Sid Watkins, für fit erklärt, um an der Veranstaltung teilzunehmen. Beim vorherigen Rennen litt Wilson unter Schmerzen in den Schultern, die durch ein loses HANS-Gerät und einen lockeren Sicherheitsgurt verursacht wurden, wodurch er sich im Cockpit seines Autos frei bewegen konnte und einen Nerv einklemmte, der beide Arme lähmte. Wilson besuchte das Hauptquartier des Teams in Faenza, Italien, um ein in seinem Auto installiertes Doppelsicherheitsgurtsystem zu testen, um einen ähnlichen Vorfall zu verhindern. Rubens Barrichello, der einen leichten Leistenbruch hatte und von den Sportkommissaren aus medizinischen Gründen die Ausnahmegenehmigung erhielt, kein HANS-Gerät zu tragen, lief Gefahr, vom Rennen ausgeschlossen zu werden, falls keine Lösung für seine Beschwerden gefunden werden sollte. Er testete während des freien Trainings ein neues HANS-Gerät und berichtete von keinerlei Beschwerden, sodass die Dienste des Ferrari-Ersatzfahrers Felipe Massa nicht benötigt wurden.
Mit Michael Schumacher (viermal), Coulthard und Jacques Villeneuve (jeweils einmal) traten drei ehemalige Sieger zu diesem Grand Prix an.

### Training
Vor dem Sonntagsrennen fanden vier Trainingseinheiten statt – zwei am Freitag und zwei am Samstag. Die Sitzungen am Freitagvormittag und -nachmittag dauerten jeweils eine Stunde. Das dritte und letzte Training fand am Samstagmorgen statt und dauerte 45 Minuten.
Im ersten freien Training sicherte sich Michael Schumacher die Bestzeit mit 1:28,060 Minuten vor Coulthard und Jenson Button.
Im zweiten freien Training war dann Olivier Panis mit 1:13,457 Minuten der Schnellste vor Michael Schumacher und Jarno Trulli.

### Qualifikation
Im ersten Qualifikationsabschnitt am Freitag (Vor-Qualifikation) fuhr Mark Webber die schnellste Runde vor Barrichello und Coulthard.
Im zweiten Qualifikationsabschnitt am Samstag war dann Barrichello der Schnellste und sicherte sich mit 1:13,807 Minuten die Pole-Position. Für Barrichello war es die siebte Pole-Position seiner Karriere. Coulthard und Webber folgten auf den Plätzen zwei und drei.

### Warm Up
Im Warm Up platzierte sich Räikkönen vor den beiden Ferrari, Barrichello und Michael Schumacher.

### Rennen
Am Morgen des Rennens beantragte McLaren bei der FIA die Erlaubnis, Räikkönens Motor auszutauschen, nachdem per Telemetrie ein Riss im Gussteil festgestellt worden war. Die FIA genehmigte den Motorwechsel, nachdem sie Daten analysiert hatte, die belegen, dass der Motor beschädigt war. Telemetriedaten von BAR stellten auch Schäden am Motor von Villeneuve fest und er durfte diesen ebenfalls austauschen.
Die Strecke war durch heftigen Regen teilweise überschwemmt. Das Rennen sollte um 14:00 Uhr Ortszeit beginnen, bevor FIA-Rennleiter Charlie Whiting den Start um fünfzehn Minuten verschob, damit stehendes Wasser aus der Rennstrecke abfließen konnte. Die Veranstalter erlaubten den Teams, das Setup ihrer Autos zu ändern, um auf einer durchnässten Strecke zu fahren, insbesondere die Kotflügel und Fahrhöhen. Das stehende Wasser verursachte starke Gischt und beeinträchtigte die Sicht, und alle Fahrzeuge verwendeten Regenreifenmischungen. Die mangelhafte Entwässerung der Strecke führte dazu, dass eine große Menge Wasser von einem Hang auf die Asphaltoberfläche an der Kurve Curva do Sol tropfte und die Strecke an dieser Stelle extrem rutschig war. Dies führte zu zahlreichen Unfällen und Ausfällen bei den Fahrern.
Das Rennen begann hinter dem Safety-Car ohne Einführungsrunde. Ungeachtet dessen hatten die langsamen Fahrer Schwierigkeiten, auf der überfluteten Streckenoberfläche Halt zu finden. Einige Fahrer (darunter Jos Verstappen, Heinz-Harald Frentzen, Antonio Pizzonia, Panis, Giancarlo Fisichella und Ralph Firman) entschieden sich dafür, unter Safety-Car-Bedingungen Boxenstopps zum Tanken einzulegen, um zu vermeiden, dass sie später im Rennen einen zweiten Boxenstopp einlegen müssen. Nachdem der Regen aufgehört hatte, fuhr das Safety-Car am Ende der achten Runde in die Boxengasse und das Rennen wurde freigegeben. Nick Heidfeld schied direkt mit einem Motorschaden aus.
Bei noch sehr feuchten Streckenbedingungen hatten die Michelinbereiften Teams Vorteile und die beiden McLaren sowie Montoya konnten sich zunächst absetzen. Pole-Setter Barrichello wurde zwischenzeitlich bis auf den sechsten Platz durchgereicht. Nachdem die Strecke immer weiter abtrocknete, begann vor allem Michael Schumacher auf Bridgestone die schnellsten Runden zu fahren und holte die Führenden ein. In der 17. Runde kollidierten Firman und Panis auf der Start-und-Zielgeraden und das Safety-Car kam zum zweiten Mal auf die Strecke. Coulthard und Michael Schumacher nutzten die Gelegenheit direkt aus und kamen zum Reifenwechsel und Nachtanken an die Box, während Räikkönen weiter fuhr.
Am Ende der 21. Runde wurde das Rennen wieder freigegeben. Beim Restart behielt Räikkönen die Führung vor Coulthard und Michael Schumacher. Dahinter konnte Barrichello da Matta überholen und war nun Vierter. Während sich die ersten Vier vom Rest des Feldes absetzen konnten, drehten sich in der 24. Runde Montoya und Pizzonia im Senna-S von der Strecke und schieden aus. In der 26. Runde rutschte dann auch Michael Schumacher im Senna-S unter gelben Flaggen von der Strecke und crashte fast mit dem Bergungsfahrzeug. Dies war Michael Schumachers erster Ausfall seit dem Großen Preis von Deutschland 2001. Das Safety-Car kam dann zum dritten Mal zum Einsatz und Räikkönen gab durch einen Boxenstopp die Führung an Coulthard ab.
Beim zweiten Restart in der 29. Runde behielt dann Coulthard die Führung während sich dahinter Barrichello und Ralf Schumacher duellierten, wobei sich der Brasilianer durchsetzen konnte. In der 30. Runde reihte sich dann Verstappen in die Ausfallliste ein, indem auch er sich im Senna-S drehte und ausschied. Die ersten beiden setzten sich dann in der Folge wieder vom Rest des Feldes ab. Button war dann in der 32. Runde der fünfte Fahrer, der sich im Senna-S drehte und in die Bande fuhr. Dies erforderte den vierten Safety-Car-Einsatz.
Der dritte Restart erfolgte dann in Runde 35. Coulthard behielt wieder die Führung vor Barrichello. Dahinter überholte Räikkönen am Ende der Runde zunächst Alonso und im Anschluss Ralf Schumacher für Platz drei. Die ersten beiden setzten sich dann wieder ab. Wegen Überholen unter gelb erhielt in der 41. Runde dann Alonso eine Durchfahrtsstrafe. Barrichello gelang dann in der 45. Runde aufgrund eines Verbremsers von Coulthard in der ersten Kurve ein Überholmanöver für die Führung. Barrichello führte dann allerdings nur noch eine weitere Runde, musste jedoch in der 46. Runde sein Auto mit leerem Tank abstellen.
Während der 56. Runde brach die Rennleitung das Rennen nach einem weiteren schweren Unfall ab. Webber war eingangs der Start-und-Zielgeraden in die Begrenzungsmauer gekracht. Kurz darauf geriet der Renault von Alonso außer Kontrolle, als er einem der abgerissenen Räder des Jaguars nicht mehr ausweichen konnte. Alonso schlug heftig in die Mauer ein und musste ins Krankenhaus. Aufgrund des Rennabbruchs fuhr Fisichella schließlich in die Boxengasse, wo sein Auto einen Motorschaden erlitt und Feuer fing; aufgrund des vorzeitigen Rennendes war dies für die Wertung jedoch irrelevant. Das Reglement sah vor, dass bei einem Rennabbruch die Reihenfolge der Fahrer zwei Runden vor dem Abbruch maßgeblich sei. Der Rennleitung lagen aufgrund eines Computerfehlers widersprüchliche Angaben darüber vor, zu welchem Zeitpunkt Fisichella genau die Ziellinie überquerte, und nahm schließlich irrtümlich an, er habe sich noch in der 55. Runde befunden, als das Rennen abgebrochen wurde. Damit wurde der Stand in Runde 53 zum offiziellen Ergebnis des Rennens und somit Räikkönen zum Sieger erklärt. Am Tag darauf stellte sich jedoch heraus, dass Fisichella bereits die 56. Runde begonnen hatte und somit die Reihenfolge in der 54. Runde maßgeblich war. In dieser lag Fisichella bereits in Führung und wurde somit nachträglich zum Sieger erklärt. Räikkönen und Alonso beendeten das Rennen als Zweiter und Dritter. Die restlichen Punkteplatzierungen belegten Coulthard, Frentzen, Villeneuve, Ralf Schumacher und Trulli.
Dies war Fisichellas erster Sieg in der Formel-1-Weltmeisterschaft und gleichzeitig der letzte für einen Ford-Motor.
In der Fahrerwertung blieb Räikkönen vor Coulthard an der Spitze. Alleiniger Dritter war nun Alonso. In der Konstrukteurswertung zog Renault an Ferrari vorbei und war nun Zweiter hinter McLaren-Mercedes.
Nach 12 Stunden wurde Alonso aus dem Krankenhaus entlassen und kehrte am Morgen des 8. April nach Madrid zurück, um mit der Physiotherapie für den folgenden Großen Preis von San Marino zu beginnen. Alonso kommentierte den Unfall wie folgt: „Ich dachte, mein Rennen lief ziemlich gut. Aber dann kam ich um die letzte Kurve und fand überall Trümmer, und ich konnte nirgendwo hin.“ Er führte das HANS-Gerät darauf zurück, dass es ihn vor schwereren Verletzungen bewahrt habe.

## Meldeliste
| Team                       | Nr. | Fahrer                | Chassis         | Motor                 | Reifen |
| -------------------------- | --- | --------------------- | --------------- | --------------------- | ------ |
| Scuderia Ferrari Marlboro  | 01  | Michael Schumacher    | Ferrari F2002   | Ferrari 3.0 V10       | B      |
| Scuderia Ferrari Marlboro  | 02  | Rubens Barrichello    | Ferrari F2002   | Ferrari 3.0 V10       | B      |
| BMW.WilliamsF1 Team        | 03  | Juan Pablo Montoya    | Williams FW25   | BMW 3.0 V10           | M      |
| BMW.WilliamsF1 Team        | 04  | Ralf Schumacher       | Williams FW25   | BMW 3.0 V10           | M      |
| West McLaren Mercedes      | 05  | David Coulthard       | McLaren MP4-17D | Mercedes-Benz 3.0 V10 | M      |
| West McLaren Mercedes      | 06  | Kimi Räikkönen        | McLaren MP4-17D | Mercedes-Benz 3.0 V10 | M      |
| Mild Seven Renault F1 Team | 07  | Jarno Trulli          | Renault R23     | Renault 3.0 V10       | M      |
| Mild Seven Renault F1 Team | 08  | Fernando Alonso       | Renault R23     | Renault 3.0 V10       | M      |
| Sauber Petronas            | 09  | Nick Heidfeld         | Sauber C22      | Petronas 3.0 V10      | B      |
| Sauber Petronas            | 10  | Heinz-Harald Frentzen | Sauber C22      | Petronas 3.0 V10      | B      |
| Jordan-Ford                | 11  | Giancarlo Fisichella  | Jordan EJ13     | Ford RS 3.0 V10       | B      |
| Jordan-Ford                | 12  | Ralph Firman          | Jordan EJ13     | Ford RS 3.0 V10       | B      |
| Jaguar Racing              | 14  | Mark Webber           | Jaguar R4       | Cosworth 3.0 V10      | M      |
| Jaguar Racing              | 15  | Antonio Pizzonia      | Jaguar R4       | Cosworth 3.0 V10      | M      |
| Lucky Strike BAR Honda     | 16  | Jacques Villeneuve    | BAR 005         | Honda 3.0 V10         | B      |
| Lucky Strike BAR Honda     | 17  | Jenson Button         | BAR 005         | Honda 3.0 V10         | B      |
| Minardi F1 Team            | 18  | Justin Wilson         | Minardi PS03    | Cosworth 3.0 V10      | B      |
| Minardi F1 Team            | 19  | Jos Verstappen        | Minardi PS03    | Cosworth 3.0 V10      | B      |
| Panasonic Toyota Racing    | 20  | Olivier Panis         | Toyota TF103    | Toyota 3.0 V10        | M      |
| Panasonic Toyota Racing    | 21  | Cristiano da Matta    | Toyota TF103    | Toyota 3.0 V10        | M      |

## Klassifikationen

### Qualifying
| Pos. | Fahrer                | Konstrukteur     | Q1         | Q2       | Start |
| ---- | --------------------- | ---------------- | ---------- | -------- | ----- |
| 01   | Rubens Barrichello    | Ferrari          | 1:23,249   | 1:13,807 | 01    |
| 02   | David Coulthard       | McLaren-Mercedes | 1:24,655   | 1:13,818 | 02    |
| 03   | Mark Webber           | Jaguar-Cosworth  | 1:23,111   | 1:13,851 | 03    |
| 04   | Kimi Räikkönen        | McLaren-Mercedes | 1:24,607   | 1:13,866 | 04    |
| 05   | Jarno Trulli          | Renault          | 1:26,557   | 1:13,953 | 05    |
| 06   | Ralf Schumacher       | Williams-BMW     | 1:26,709   | 1:14,124 | 06    |
| 07   | Michael Schumacher    | Ferrari          | 1:25,585   | 1:14,130 | 07    |
| 08   | Giancarlo Fisichella  | Jordan-Ford      | 1:26,726   | 1:14,191 | 08    |
| 09   | Juan Pablo Montoya    | Williams-BMW     | 1:27,961   | 1:14,223 | 09    |
| 10   | Fernando Alonso       | Renault          | 1:26,203   | 1:14,384 | 10    |
| 11   | Jenson Button         | BAR-Honda        | keine Zeit | 1:14,504 | 11    |
| 12   | Nick Heidfeld         | Sauber-Petronas  | 1:27,111   | 1:14,631 | 12    |
| 13   | Jacques Villeneuve    | BAR-Honda        | 1:25,672   | 1:14,668 | 13    |
| 14   | Heinz-Harald Frentzen | Sauber-Petronas  | 1:26,375   | 1:14,839 | Box   |
| 15   | Olivier Panis         | Toyota           | 1:25,614   | 1:14,839 | 14    |
| 16   | Ralph Firman          | Jordan-Ford      | 1:28,083   | 1:15,240 | Box   |
| 17   | Antonio Pizzonia      | Jaguar-Cosworth  | 1:25,764   | 1:15,317 | Box   |
| 18   | Cristiano da Matta    | Toyota           | 1:26,554   | 1:15,641 | 15    |
| 19   | Jos Verstappen        | Minardi-Cosworth | 1:26,886   | 1:16,542 | Box   |
| 20   | Justin Wilson         | Minardi-Cosworth | 1:28,317   | 1:16,586 | 16    |

Anmerkungen
1. 1 2 3 4  Frentzen, Firman, Pizzonia und Verstappen starteten das Rennen aus der Boxengasse.
2. 1 2  Frentzen und Panis fuhren die identische Qualifikationszeit. Da Frentzen die Zeit vor Panis fuhr, wurde er im Klassement vor ihm geführt.

### Rennen
| Pos. | Fahrer                | Konstrukteur     | Runden | Stopps | Zeit        | Start | Schnellste Runde |
| ---- | --------------------- | ---------------- | ------ | ------ | ----------- | ----- | ---------------- |
| 01   | Giancarlo Fisichella  | Jordan-Ford      | 54     | 1      | 1:31:17,748 | 08    | 1:23,454 (51.)   |
| 02   | Kimi Räikkönen        | McLaren-Mercedes | 54     | 1      | + 0,945     | 04    | 1:24,104 (39.)   |
| 03   | Fernando Alonso       | Renault          | 54     | 3      | + 6,348     | 10    | 1:23,770 (41.)   |
| 04   | David Coulthard       | McLaren-Mercedes | 54     | 2      | + 8,096     | 02    | 1:23,132 (40.)   |
| 05   | Heinz-Harald Frentzen | Sauber-Petronas  | 54     | 0      | + 8,642     | Box   | 1:23,089 (53.)   |
| 06   | Jacques Villeneuve    | BAR-Honda        | 54     | 1      | + 16,054    | 13    | 1:24,463 (48.)   |
| 07   | Ralf Schumacher       | Williams-BMW     | 54     | 2      | + 38,526    | 06    | 1:24,778 (46.)   |
| 08   | Jarno Trulli          | Renault          | 54     | 1      | + 45,927    | 05    | 1:25,036 (43.)   |
| 09   | Mark Webber           | Jaguar-Cosworth  | 53     | 2      | + 1 Runde   | 03    | 1:24,956 (50.)   |
| 10   | Cristiano da Matta    | Toyota           | 53     | 3      | + 1 Runde   | 15    | 1:27,080 (47.)   |
| –    | Rubens Barrichello    | Ferrari          | 46     | 1      | DNF         | 01    | 1:22,032 (46.)   |
| –    | Jenson Button         | BAR-Honda        | 32     | 1      | DNF         | 11    | 1:26,042 (17.)   |
| –    | Jos Verstappen        | Minardi-Cosworth | 30     | 0      | DNF         | Box   | 1:28,010 (25.)   |
| –    | Michael Schumacher    | Ferrari          | 26     | 1      | DNF         | 07    | 1:24,040 (18.)   |
| –    | Juan Pablo Montoya    | Williams-BMW     | 24     | 1      | DNF         | 09    | 1:25,814 (24.)   |
| –    | Antonio Pizzonia      | Jaguar-Cosworth  | 24     | 0      | DNF         | Box   | 1:27,990 (24.)   |
| –    | Olivier Panis         | Toyota           | 17     | 1      | DNF         | 14    | 1:30,494 (17.)   |
| –    | Ralph Firman          | Jordan-Ford      | 17     | 1      | DNF         | Box   | 1:29,159 (13.)   |
| –    | Justin Wilson         | Minardi-Cosworth | 15     | 0      | DNF         | 16    | 1:28,023 (15.)   |
| –    | Nick Heidfeld         | Sauber-Petronas  | 8      | 0      | DNF         | 12    | 2:11,396 (04.)   |

## WM-Stände nach dem Rennen
Die ersten acht des Rennens bekamen 10, 8, 6, 5, 4, 3, 2 bzw. 1 Punkt(e).

### Fahrerwertung
| Pos. | Fahrer                | Konstrukteur     | Punkte |
| ---- | --------------------- | ---------------- | ------ |
| 01   | Kimi Räikkönen        | McLaren-Mercedes | 24     |
| 02   | David Coulthard       | McLaren-Mercedes | 15     |
| 03   | Fernando Alonso       | Renault          | 14     |
| 04   | Giancarlo Fisichella  | Jordan-Ford      | 10     |
| 05   | Jarno Trulli          | Renault          | 9      |
| 06   | Juan Pablo Montoya    | Williams-BMW     | 8      |
| 07   | Rubens Barrichello    | Ferrari          | 8      |
| 08   | Michael Schumacher    | Ferrari          | 8      |
| 09   | Ralf Schumacher       | Williams-BMW     | 8      |
| 10   | Heinz-Harald Frentzen | Sauber-Petronas  | 7      |

| Pos. | Fahrer             | Konstrukteur     | Punkte |
| ---- | ------------------ | ---------------- | ------ |
| 11   | Jacques Villeneuve | BAR-Honda        | 3      |
| 12   | Jenson Button      | BAR-Honda        | 2      |
| 13   | Nick Heidfeld      | Sauber-Petronas  | 1      |
| 14   | Mark Webber        | Jaguar-Cosworth  | 0      |
| 15   | Cristiano da Matta | Toyota           | 0      |
| 16   | Ralph Firman       | Jordan-Ford      | 0      |
| 17   | Jos Verstappen     | Minardi-Cosworth | 0      |
| 18   | Antonio Pizzonia   | Jaguar-Cosworth  | 0      |
| –    | Olivier Panis      | Toyota           | 0      |
| –    | Justin Wilson      | Minardi-Cosworth | 0      |

### Konstrukteurswertung
| Pos. | Konstrukteur     | Punkte |
| ---- | ---------------- | ------ |
| 01   | McLaren-Mercedes | 39     |
| 02   | Renault          | 23     |
| 03   | Ferrari          | 16     |
| 04   | Williams-BMW     | 16     |
| 05   | Jordan-Ford      | 10     |

| Pos. | Konstrukteur     | Punkte |
| ---- | ---------------- | ------ |
| 06   | Sauber-Petronas  | 8      |
| 07   | BAR-Honda        | 5      |
| 08   | Jaguar-Cosworth  | 0      |
| 09   | Toyota           | 0      |
| 10   | Minardi-Cosworth | 0      |